# Michael Sauthoff
Michael Sauthoff (* 1954 in Frankfurt am Main) ist ein deutscher Richter und Präsident des Oberverwaltungsgerichts Mecklenburg-Vorpommern sowie des Finanzgerichts Mecklenburg-Vorpommern a. D.
Sauthoff wurde 1984 zum Richter am Verwaltungsgericht Oldenburg ernannt. Als nach der Wende in den neuen Bundesländern das Justizwesen aufgebaut wurde, wurde Sauthoff zunächst 1991 in das Justizministerium des Landes Mecklenburg-Vorpommern abgeordnet und 1992 nach Mecklenburg-Vorpommern versetzt. Er war als Richter sowohl am Oberverwaltungsgericht, als auch am Finanzgericht tätig. Im Jahr 2003 wurde er Vizepräsident des Oberverwaltungsgerichts und im Jahr 2014 Präsident sowohl des Oberverwaltungsgerichts als auch des Finanzgerichts.
2010 wurde er an der Rechts- und Staatswissenschaftlichen Fakultät der Universität Greifswald mit der Neuauflage seines Lehrbuchs Öffentliche Straßen: Straßenrecht – Straßenverkehrsrecht – Verkehrssicherungspflichten (Titel der Erstauflage von 2003: Straße und Anlieger) zum Dr. jur. promoviert und ist dort als Honorarprofessor tätig.
Sauthoff ist Mitherausgeber der Zeitschrift für Öffentliches Recht in Norddeutschland (NordÖR).